# Gilberto Correa
Gilberto Emiro Correa Romero (Maracaibo, 24 de febrero de 1943) es un locutor, periodista y presentador de televisión venezolano. Se inició en programas juveniles y musicales dentro del canal Venevisión, para luego ser, de 1969 a 1982 el presentador del programa De fiesta con Venevision y Topo Gigio, luego de 1988 a 1996, de Súper Sábado Sensacional. 
Fue conductor principal del Miss Venezuela por 24 años consecutivos (1972-1996) y tres veces como animador invitado (2002, 2003 y 2006). Actualmente se encuentra retirado de los espectáculos, aunque ha realizado varios comerciales para algunas marcas.

## Biografía

### Inicios
Gilberto Correa nació el 24 de febrero de 1943 en la ciudad de Maracaibo. Desde niño destacó a temprana edad, estudió en colegios militares e internados. A los veinte años luego de realizar un curso de locutor en Radio Popular de su ciudad natal, orientado por su hermana Gladys Correa, realiza su primer comercial y trabaja en varias radios locales. Más tarde, egresa como comunicador social de la Universidad del Zulia.

### Consolidación de carrera artística
Se muda a Caracas y en 1965 entra como conductor del programa Ritmo y Juventud del canal venezolano Venevisión. Más tarde en 1969, anima el estelar musical De fiesta con Venevisión que duró hasta 1978 y Topo Gigio, aunque el programa volvería (en colores) por un breve período entre 1981 y 1982. 
Entre 1981 y 1989 fue anfitrión de un espacio de farándula llamado Close Up, el cual en la actualidad fue retomado en 2010, y es transmitido por Venevisión Plus conducido por Federica Guzmán.
En 1983 le propusieron la presidencia de Venezolana de Televisión, pero rechazó esa propuesta. Entonces el cargo lo asumió Ramón Guillermo Aveledo.
No fue hasta la llegada de Sábado Sensacional, conducido por Amador Bendayán que empezó aparecer esporádicamente en dicho programa. Más tarde, en 1988 era un anfitrión secundario y en 1989, tras la muerte de Bendayán, Correa asume el rol completo.
Allí permaneció por muchos años generando niveles de audiencia muy altos, además de obtener el reconocimiento internacional. También junto a Liana Cortijo, Carmen Victoria Pérez, Bárbara Palacios y Maite Delgado conduce el Miss Venezuela y sus respectivas galas de presentación de candidatas en 25 ocasiones consecutivas (de 1972 a 1996) y 2 esporádicas (2002- 2006); ambas como invitado). En 1997 entrega la conducción a Daniel Sarcos y se retira del canal.
Ese mismo año migra al canal Televen y realiza diferentes programas, entre ellos Flash y El momento de la verdad.
En su larga carrera figura también la presentación de programas y eventos especiales dentro y fuera de Venezuela como especiales musicales y de aniversario del canal, el Meridiano de Oro, recibimientos a las venezolanas que ganaron Miss Universo (en 1979, 1981, 1986 y 1996) y Miss Mundo (en 1981, 1984, 1991 y 1995) cuando regresaron al país tras ganar las coronas, varias ediciones de Señorita México (cuyo conductor principal era Raúl Velasco) durante la década de los años 80 y el show de presentación de candidatas a Miss Universo 1982 (cuyos conductores principales eran Pepe Ludmir, Silvia Maccera y Johnny López) en Lima, Perú, entre otros.
También fue la voz e imagen de importantes anuncios publicitarios para empresas y marcas como Ford (1980-1990), Viasa, Seguros La Seguridad, Bazar Bolívar, el extinto BND (Banco Nacional de Descuento), Bancor, Balgres, Wella (champú Crisan), Trajes Monte Cristo, Mavesa (mayonesa), La Tienda del Pintor, El Fortín, Petróleos de Venezuela, Lotería de Caracas, Telcel, SENIAT, Multinacional de Seguros, MMC Automotriz (Mitsubishi Motors, 1991-2007), Circuito Radio Venezuela, entre otros.
En 2011 tuvo una participación especial en Súper sábado sensacional por el 50 aniversario de Venevisión, y en 2013 en un homenaje al productor Joaquín Riviera.
En el año 2018 le fue otorgado el doctorado Honoris Causa por la Universidad Católica Santa Rosa y se creó la primera promoción de locutores certificados de esa casa de estudios en su nombre.
Correa se casó cinco veces, de donde tuvo sus dos hijos (Karina Correa y Carlos Enrique Correa). El último matrimonio lo contrajo con Diana Núñez el 29 de diciembre de 2017, el civil que realizó el acto fue el Alcalde de Baruta, Darwin González. Radicaba en Caracas, hasta que en el 2015 fue secuestrado y migró de Venezuela. El 10 de diciembre de 2017 en una entrevista realizada por Shirley Varnagy confesó padecer de Parkinson.
El 29 de septiembre de 2018, es homenajeado con una estrella de platino, en el Boulevard Amador Bendayán, en su programa Súper Sábado Sensacional.

## Programas
| Nombre del programa                 | Período              | Cadena     | Observaciones |
| ----------------------------------- | -------------------- | ---------- | --- |
| Diluvios de estrellas sobre el Lago | 1964                 | Venevisión | Animador estelar |
| Ritmo y juventud                    | 1965-1969            | Venevisión | Comienza como coanimador junto con Franklin Vallenilla y Winston Vallenilla.                                                           |
| El Show del pueblo                  | 1967-1969            | Venevisión | Animador |
| De fiesta con Venevision            | 1969-1982            | Venevisión | Animador |
| Topo Gigio                          | 1969                 | Venevisión | Animador |
| Miss Venezuela                      | 1972-2006            | Venevisión | En 2006 participó como animador invitado y en 2018 fue la voz en off para la presentación oficial de Henrys Silva.                     |
| Close Up                            | 1981-1989            | Venevisión | Desde 2010 se transmite a través de Venevisión Plus con distinto formato                                                               |
| Súper Sábado Sensacional            | 1972-1996; 2003-2024 | Venevisión | Durante los años 70 y 80 participó como coanimador. En 2007, 2011 y 2013 regresaría como animador invitado y en 2018 para un homenaje. |
| La Gran Fiesta de la "V" de Oro     | 1988-1991            | Venevisión | Programa especial que premiaba por aclamación a los artistas del canal.                                                                |
| Festival de la Orquídea             | 1988-2003            | Venevisión | Evento de Súper sábado sensacional desde Maracaibo                                                                                     |
| Sábado Gigante                      | 1992                 | Univisión  | Participó como animador invitado en un programa especial dedicado a las víctimas del Huracán Andrew.                                   |
| Flash                               | 1998-1999            | Televen    | N/A |
| El momento de la verdad             | 2002                 | Televen    | N/A |
| Con la V de Venezuela               | 2002                 | Venevisión | Programa especial que repasa la historia de Venevisión. Comparte animación con Daniel Sarcos.                                          |
| Juan Gabriel: El especial           | 2016                 | Venevisión | Antesala de Venevisión al estreno de la serie Hasta que te conocí.                                                                     |

## Vida personal
Correa se ha casado varias veces, pero actualmente vive con Diana Núñez. Padece de parkinson y en 2020, superó el COVID-19.